# Copella
Copella és un gènere de peixos pertanyent a la família dels lebiasínids present a Amèrica del Sud.

## Taxonomia
- Copella arnoldi (Regan, 1912)[3]
- Copella carsevennensis (Regan, 1912)[3]
- Copella compta (Myers, 1927)[4]
- Copella eigenmanni (Regan, 1912)[3]
- Copella metae (Eigenmann, 1914)[5]
- Copella nattereri (Steindachner, 1876)[6][7]
- Copella nigrofasciata (Meinken, 1952)[8]
- Copella vilmae (Géry, 1963)[9][10][11][12][13][14][15]